# Exocentrus longipilis
Exocentrus longipilis är en skalbaggsart. Exocentrus longipilis ingår i släktet Exocentrus och familjen långhorningar.

## Underarter
Arten delas in i följande underarter:
- E. l. pseudoreticulatus
- E. l. longipilis